# Marek Gołąb
Marek Gołąb (Zakliczyn, 7 de mayo de 1940 - Breslavia, 6 de octubre de 2017) fue un levantador de peso polaco que logró la medalla de bronce en la  Juegos Olímpicos de México 1968.

## Palmarés internacional
| Representando a Polonia            |                       |                   |           |
| Juegos Olímpicos                   |                       |                   |           |
| Año                                | Lugar                 | Medalla           | Categoría |
| 1968                               | México (México)       | Medalla de bronce | -90 kg.   |
| Campeonato Mundial                 |                       |                   |           |
| Año                                | Lugar                 | Medalla           | Categoría |
| 1966                               | Berlín Oriental (RDA) | Medalla de bronce | -90 kg.   |
| 1968                               | México (México)       | Medalla de bronce | -90 kg.   |
| Campeonato Europeo de Halterofilia |                       |                   |           |
| Año                                | Lugar                 | Medalla           | Categoría |
| 1964                               | Moscú (URSS)          | Medalla de bronce | -90 kg.   |
| 1966                               | Berlín Oriental (RDA) | Medalla de bronce | -90 kg.   |